# فاندربيلت بيتش إستيتس (فلوريدا)
فاندربيلت بيتش إستيتس (بالإنجليزية: Vanderbilt Beach Estates, Florida)‏ هي منطقة سكنية تقع في الولايات المتحدة في مقاطعة كولير (فلوريدا).  يقدر عدد سكانها   وترتفع عن سطح البحر 0.0 متر.